# Pieve di San Giovanni ad Arliano

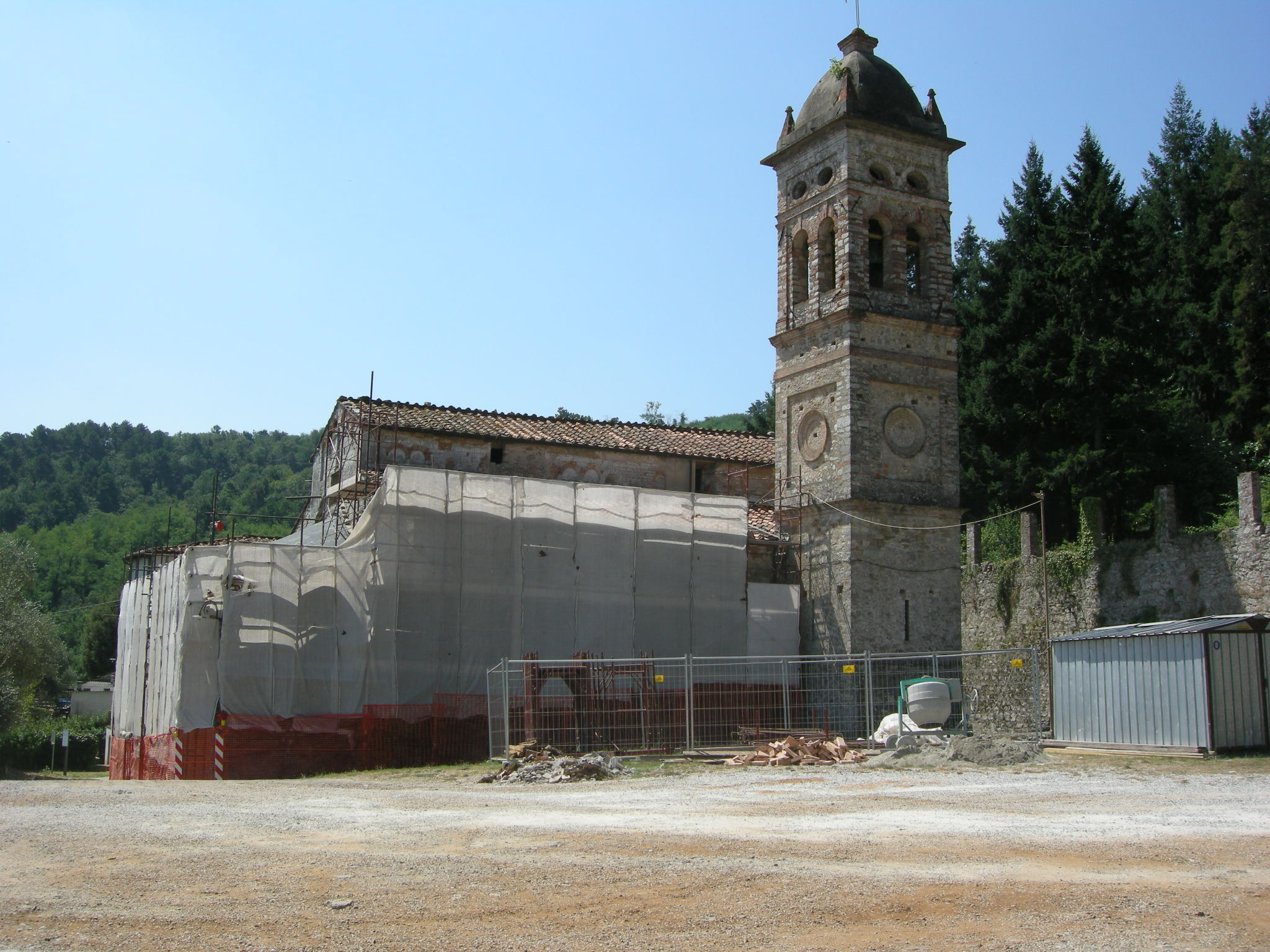
Pieve di Arliano (in restauro, agosto 2008)

La pieve di San Giovanni ad Arliano è una chiesa di Lucca che si trova in località Arliano.

## Storia e descrizione
Documentata nell'892, la chiesa costituisce uno degli edifici alto medievali del territorio lucchese più significativi e complessi. Datata per lo più al IX secolo, segue infatti nell'impianto uno schema ricorrente per le pievi edificate tra IX e X secolo: pianta a tre navi raccorciata, navata centrale sensibilmente più elevata rispetto alle laterali, sostegni massicci, decorazioni esterne affidate all'impiego di materiali lapidei differenti e alla presenza di archeggiature pensili impostate su sottili lesene. 
All'interno si conservano un sarcofago marmoreo trecentesco, un fonte battesimale, anch'esso databile al XIV secolo, e una edicola marmorea raffigurante la Madonna con il Bambino e angeli databile alla metà del XIV secolo ed attribuita a Nino Pisano.